# Tetranchyroderma hoonsooi
Tetranchyroderma hoonsooi är en djurart som tillhör fylumet bukhårsdjur, och som beskrevs av Chang och Lee 200. Tetranchyroderma hoonsooi ingår i släktet Tetranchyroderma och familjen Thaumastodermatidae. Inga underarter finns listade i Catalogue of Life.